# Rizómylos (Achaïe)
Rizómylos, en grec moderne : Ριζόμυλος, est un village du dème d'Égialée, dans le district régional d'Achaïe, en Grèce. 
Selon le recensement de 2011, la population de Rizómylos compte 366 habitants. 

## Site archéologique de Hélikè
C'est à proximité du village actuel de Rizómylos qu'ont été redécouverts, en 2001, les vestiges de la cité grecque d'Hélikè, détruite par un tsunami en 373 avant J.-C. et engloutie dans un ancien lagon comblé au fil des siècles.